# Port Hadlock-Irondale (Washington)
Port Hadlock-Irondale  est une census-designated place américaine de l'État de Washington dans le comté de Jefferson. 
La population était de 3 580 habitants en 2010.